# Gastropacha quercifolia
la mariposa de hoja seca (Gastropacha quercifolia), es una polilla de la familia Lasiocampidae. Se encuentra en Europa, Asia del norte y oriental.

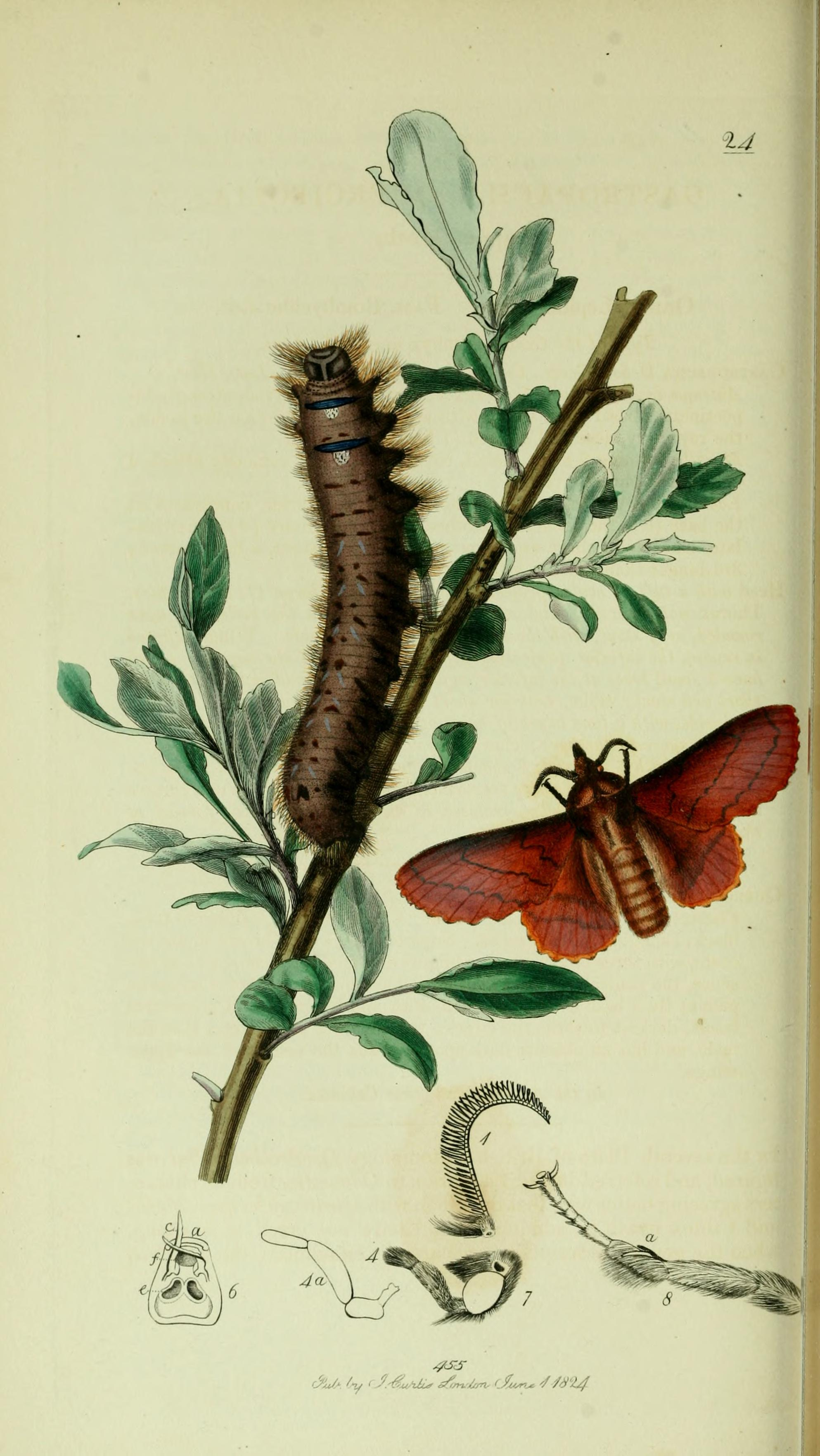
Ilustración de John Curtis de la Entomología británica Volumen 5

Su envergadura es de 50–90 mm. Las hembras son más grandes que los machos. Las taras vuelan de junio a julio dependiendo de su localidad.
Las larvas se alimentan de Crataegus, Prunus spinosa, salixes y de robles.

## Subespecies
- Gastropacha quercifolia quercifolia (Linneo, 1758)
- Gastropacha quercifolia mekongensis de Lajonquière, 1976
- Gastropacha quercifolia thibetana de Lajonquière, 1976